# 內比什鎮區 (明尼蘇達州貝爾特拉米縣)
內比什鎮區（英語：Nebish Township）是位於美國明尼蘇達州貝爾特拉米縣的一個行政鎮區。

## 地方資料
內比什鎮區的面積為93.00平方千米，當中陸地面積為88.90平方千米，而水域面積為4.10平方千米。根據2020年美國人口普查的數據，當地共有人口279人，而人口密度為每平方千米3人。